# Нећемо се више плашити
Нећемо се више плашити (енгл. Unpregnant) је амерички друмски филм чија је редитељка и писац Рејчел Ли Голденберг. Филм је базиран на истоименом роману Теда Каплана и Џени Гендрикс. Главне улоге тумаче Хејли Лу Ричардсон и Барби Фереира, заједно са глумцима као што су Алекс Макникол, Брекин Мејер, Џанкарло Еспозито, Шугар  Лин Бирд и Бети Ху.
У филму глуми Ричардсонова као трудна тинејџерка Вероника која открива да не може да уради побачај у својој држави Мисурију без дозволе родитеља и накнадно убеђује своју бившу пријатељицу Бејли (Фереира) да оде на пут са њом до Албукеркија како би могла урадити побачај.
Објављен је 10. септембра 2020. на стриминг услузи HBO Max. У Србији је објављен 11. септембра 2020. на стриминг услузи HBO Go.

## Радња
Радња прати причу о 17-годишњој Вероники (Хејли Лу Ричардсон), која никада није помислила да ће пожелети да не прође на тесту — све док се не нађе загледана у комад пластике са две розе линије. Док јој перспективна каријера на колеџу нестаје пред очима, Вероника размишља о одлуци за коју је мислила да никада неће морати да донесе. Та тешка одлука ће је одвести на тродневно путовање дуже од 1500 километара до Новог Мексика, са бившом најбољом другарицом Бејли (Барби Фереира), током којег ће обе открити да су пријатељи једна од најважнијих ствари у животу.

## Улоге
| Глумац             | Улога          |
| ------------------ | -------------- |
| Хејли Лу Ричардсон | Вероника Кларк |
| Барби Фереира      | Бејли Батлер   |
| Алекс Макникол     | Кевин          |
| Брекин Мејер       | Марк           |
| Џанкарло Еспозито  | Боб            |
| Шугар Лин Бирд     | Кејт           |
| Бети Ху            | Кира Метјуз    |
| Мери Макормак      | Дебра Кларк    |
| Дени Лав           | Џеролд         |
| Рамона Јанг        | Емили          |
| Кара Ројстер       | Кајли          |
| Мег Смит           | Хана           |
| Еби Ван Џерпен     | Хедер          |